# Jantarka úhledná
Jantarka úhledná Oxyloma elegans (Risso, 1826) je druh suchozemského plže z čeledi jantarkovití.

## Popis
Výška ulity se pohybuje okolo 15 mm, šířka kolem 7,5 mm.

## Rozšíření a biotop
Rozšíření: Evropa, …
Biotop: vlhké biotopy.
- Není uveden v červeném seznamu IUCN - nevyhodnocený (NE)[2]
- Česko - téměř ohrožený (NT)[3]
- Nizozemsko - není
- Rusko - Sverdlovská oblast[4]